# Stanisław Jabłoński (funkcjonariusz)
Stanisław Jabłoński (ur. 5 sierpnia 1909 w Ostrowie, zm. ?) – uczestnik II wojny światowej w szeregach Armii Krajowej, funkcjonariusz aparatu bezpieczeństwa PRL.

## Życiorys
Był synem Michała i Stanisławy Jabłońskich. W czasie II wojny światowej wstąpił do Armii Krajowej w której używał pseudonimu Rajkowski. Funkcjonariuszem Wojewódzkiego Urzędu Bezpieczeństwa Publicznego w Kielcach został 16 stycznia 1945. Funkcję szefa Powiatowego Urzędu Bezpieczeństwa Publicznego w Busku pełnił od 16 marca 1945 do 02 października 1945. W czasie potyczki pod Kotkami stoczonej przez siły aparatu bezpieczeństwa  z oddziałem Narodowych Sił Zbrojnych dowodził grupą operacyjną PUBP z Buska-Zdroju. Następnie pracował w PUBP w Oleśnicy i WUBP we	Wrocławiu. W 1946 odznaczony Brązowym Krzyżem Zasługi